# Swipe (acrobacia)
No break-dance, o swipe é um movimento acrobático giratório paralelo ao chão, um movimento de poder onde o dançarino (breaker: B-boy ou B-girl) torce-se em 360 graus apoio nas mãos (base inicial semelhante ao six-step). Um exemplo é o swipe realizado pelo personagem Samir no filme Office Space.

## Execução
Neste powermove giratório, o dançarino (breaker: B-boy ou B-girl) inclina-se para frente se apoiando com as mãos no chão, torce o corpo girando os braços para um dos lados, seguido das pernas fora do chão em um giro único de 360 graus em torno de um plano horizontal, para pousar no chão mais uma vez sobre as mãos.

## Variações
Os golpes normais iniciam na posição de caranguejo, semelhante ao six-step. Existem várias variações que diferem basicamente em quais partes dos braços atingem o chão, onde pode ser feito usando os dois pés para empurrá-lo para cima, pode-se cruzar os pés, ou fazer swipe nos cotovelos.
- X–swipe: swipe com as pernas cruzadas no ar[1]
- Back Swipe: semelhante ao x-swipe, porém quando as pernas estão suspensas no meio caminho, a direção é mudada e ocorre o retorno a posição inicial.[1]

- Baby Swipe (two-step): essencialmente um movimento de footwork, muitas vezes lançado a partir do 6-step, que emprega uma torção dos quadris semelhante ao swipe.
- 3-step baby swipe: semelhante a um footwork feito em três passos, onde cada um é marcado de maneira forte, como um corte. Criado na década de 1970. Feito mais por Ken Swift (footwork rocksteady).[5]
- Elbow Swipe, deslizar o cotovelo – Cotovelos substituem as mãos.
- Forearm Swipe, deslizar o antebraço: os antebraços substituem as mãos.
- Head Swipe, deslizar a cabeça: a cabeça substitui as mãos, mistura de windmill e swipes
- Master Swipe: Ambas as mãos saem do chão ao mesmo tempo, e ambas as pernas também levantam simultaneamente.
- Superman Swipe: swipe exagerado que é muito aberto e com aparência mais poderosa. As mãos devem ser colocadas mais afastadas.
- Flight Swipe: apenas uma mão, geralmente a mão do lado de fora da rotação (ou seja, se deslizar para a esquerda, use a mão direita). B-Boy Morris é famoso por usar esse movimento.
- One-Footed Swipe, golpe com um pé: uma perna no ar, muitas vezes apontada para fora, geralmente a perna do lado de dentro da rotação.
- DOHC (Dual Over-head Cam) AirSwipe: semelhante ao baby swipe, utiliza o impulso e o ganho de torque do airflare. Ambas as pernas são mantidas firmemente juntas para aumentar a velocidade de rotação.